# 京都市立柳池中学校
京都市立柳池中学校（きょうとしりつ りゅうちちゅうがっこう）は、京都府京都市中京区にあった公立中学校。なお、本項では前身で日本初の近代小学校とされる柳池小学校および柳池幼稚園についても解説する。

## 概要
京都市立柳池中学校は、戦後の教育改革に際して昭和22年（1948年）に新制中学校として開校し、2003年（平成15年）に京都市立京都御池中学校に統合され、閉校した。
同校のもとになるのは、明治2年（1869年）に京都で設立された64の番組小学校の一つとして、そのなかでも最も早く開校した柳池小学校である。
「柳池」の名称は、明治6年（1873年）に柳馬場通御池上る東八幡町への移転時に、通り名の柳と池をとって付けられた。

## 沿革

### 柳池小学校
- 明治2年（1869年）5月21日 - 上京第二十七番組小学校として、富小路通御池角守山町に開校[3][4]
- 1872年（明治5年） - 番組を区とする改正により上京第三十区小学校となる。
- 1873年（明治6年）
  - 2月3日 - 女紅場を付設される[5][4]。
  - 9月28日 - 現在の柳馬場御池角に新築移転し、校名を柳池に改称[3]。
- 1875年（明治8年）12月 - 日本で最初の幼児教育施設として幼穉遊嬉場（ようちゆうきじょう）が設置されるが約1年半で閉園[6][7][8]。
- 1892年（明治25年）
  - 2月 - 女紅場閉場[4]
  - 12月 - 小学校令により柳池尋常小学校となる[4]。
- 1900年（明治33年） - 高等科を設置し、柳池尋常高等小学校となる[4]。
- 1908年（明治41年） - 高等科を廃し、再び柳池尋常小学校となる[4]。
- 1929年（昭和4年） - 柳池幼稚園が開園[8]。
- 1941年（昭和16年）4月 - 国民学校令により京都市柳池国民学校に改称。

### 柳池中学校
- 1947年（昭和22年）5月5日 - 柳池国民学校の校地・校舎を転用し、新制中学校として京都市立柳池中学校が開校。同校の通学区域は生祥小・富有小の通学区域[注釈 1][1]。
- 1979年（昭和54年） - 京都市立銅駝中学校を統合。通学区域に春日小・立誠小の通学区域が加わる[1]。
- 1993年（平成5年） - 京都市立初音中学校を統合。通学区域に竹間小・日彰小の通学区域が加わる[9]。
- 1996年（平成8年） - 柳池幼稚園が閉園[8]。
- 2002年（平成14年） - 京都市立滋野中学校の一部を統合し、通学区域に梅屋小の通学区域が加わる。また、城巽中学校との統合（一次統合）により京都柳池中学校に改称。なお、城巽中学校は京都城巽中学校と改称する。
- 2003年（平成15年） - 京都城巽中学校との統合により、京都城巽中学校地に京都御池中学校が開校。

### 閉校後
- 2007年（平成19年） - 元柳池校地に新校舎が完成し、京都御池中学校が移転。

## 通学区域
柳池中学校の通学区域は、開校当初は生祥小学校と富有小学校の通学区域、元学区でいうと柳池学区・生祥学区・富有学区であった。
柳池小学校の通学区域は、柳池学区各町であった。

## 柳池学区
柳池学区（りゅうちがっく）は、京都市の学区（元学区）のひとつ。京都市中京区に位置する。明治初期に成立した地域区分である「番組」に起源を持ち、学区名の由来ともなる元柳池小学校の通学区域と合致し、今でも地域自治の単位となる地域区分である。

### 柳池学区の沿革
明治2年（1869年）の第二次町組改正により成立した上京第27番組に由来し、同年には、区域内に上京第27番組小学校が創立した。
上京第27番組は、明治5年（1872年）には上京第30区、明治12年（1879年）には区が組となり上京第30組となった。設置された上京第27番組小学校は、明治6年に校名を柳池に改称した。
上京第30組は、学区制度により明治25年（1892年）には上京第25学区となった。
昭和4年（1929年）に、学区名が小学校名により改称され、上京区・下京区から、左京区・中京区・東山区が分区されると、上京第25学区から柳池学区となり、中京区に属した。昭和17年（1942年）に京都市における学区制度は廃止されるが、現在も地域の名称、地域自治の単位として用いられている。
戦後の学制改革により、昭和22年に柳池小学校が閉校し、その校地・校舎を用いて新制中学校として柳池中学校が設けられた。この柳池中学校は閉校したが、同校と京都城巽中学校の統合により開校した京都御池中学校が、元柳池中学校の場所に建つ。

#### 柳池学区の通学区域
柳池学区にあった柳池小学校が、戦後に新制中学校の柳池中学校となったため、柳池学区では小学校は2つの通学区域（生祥小学校・富有小学校）に分けられることになり、以降柳池学区の範囲は小学校の通学区域と一致しない。現在は、小学校の統廃合により、学区全体が京都市立御所南小学校の通学区域となっている。

### 人口・世帯数
京都市内では、概ね元学区を単位として国勢統計区が設定されており、柳池学区の区域に設定されている国勢統計区（中京区第19国勢統計区）における令和2年（2020年）10月の人口・世帯数は4,582人、2,505世帯である。

### 地理
中京区の北東部に位置する学区であり、北側は富有学区、東側は銅駝学区、南側は立誠学区・生祥学区・日彰学区、西側は初音学区に接する。区域は、北は二条通、南は三条通、西は柳馬場通、東は寺町通に面し，御池通が中央部を東西に貫いており、面積は0.227平方キロメートルである。

### 柳池学区内の通り

#### 東西の通り
- 二条通
- 押小路通
- 御池通
- 姉小路通
- 三条通

#### 南北の通り
- 寺町通
- 御幸町通
- 麩屋町通
- 富小路通
- 柳馬場通

### 柳池学区の町名
- 妙満寺前町
- 上本能寺前町
- 下本能寺前町
- 天性寺前町
- 山本町
- 亀屋町
- 大文字町
- 丸屋町
- 尾張町
- 上白山町
- 中白山町
- 下白山町
- 俵屋町
- 守山町
- 松下町
- 福長町
- 等持寺町
- 虎石町
- 柳八幡町
- 油屋町
- 丁子屋町
- 晴明町
- 橘町
- 御池大東町
- 東八幡町
- 姉大東町
- 菊屋町

## 周辺

### 柳池学区の施設
- 京都市役所
- 本能寺
- 京都御池創生館
  - 京都市立京都御池中学校